# آرون مک‌گی
آرون مک‌گی (انگلیسی: Aaron McGhee؛ زادهٔ ۲۸ ژوئن ۱۹۷۹) بازیکن بسکتبال اهل ایالات متحده آمریکا است.